# Lijst van voetbalinterlands Dominica - Suriname
Deze lijst van voetbalinterlands is een overzicht van alle officiële voetbalwedstrijden tussen de nationale teams van Dominica en Suriname. De landen speelden tot op heden vijf keer tegen elkaar. De eerste ontmoeting, een kwalificatiewedstrijd voor de Caribbean Cup 2008, werd gespeeld in Georgetown (Guyana) op 9 augustus 2008. Het laatste duel, een groepswedstrijd tijdens de CONCACAF Nations League 2019/20, vond plaats op 15 november 2019 in Paramaribo.

## Wedstrijden
| № | Plaats       | Datum            | Competitie                                   | Wedstrijd           | Uitslag |
| - | ------------ | ---------------- | -------------------------------------------- | ------------------- | ------- |
| 1 | Georgetown   | 9 augustus 2008  | Caribbean Cup 2008 kwalificatie              | Dominica – Suriname | 1 – 3   |
| 2 | Saint John's | 14 november 2010 | Caribbean Cup 2010 kwalificatie              | Dominica – Suriname | 0 – 5   |
| 3 | Les Abymes   | 6 september 2018 | CONCACAF Nations League 2019-20 kwalificatie | Dominica − Suriname | 0 − 0   |
| 4 | Roseau       | 5 september 2019 | CONCACAF Nations League 2019/20              | Dominica − Suriname | 1 − 2   |
| 5 | Paramaribo   | 15 november 2019 | CONCACAF Nations League 2019/20              | Suriname − Dominica | 4 − 0   |

## Samenvatting
| Competitie                           | Totaal gespeeld | Winst Dominica | Gelijk | Winst Suriname | Doelsaldo Dominica – Suriname |
| ------------------------------------ | --------------- | -------------- | ------ | -------------- | ----------------------------- |
| CONCACAF Nations League              | 2               | 0              | 0      | 2              | 1 − 6                         |
| CONCACAF Nations League-kwalificatie | 1               | 0              | 1      | 0              | 0 − 0                         |
| Caribbean Cup-kwalificatie           | 2               | 0              | 0      | 2              | 1 − 8                         |
| Totaal                               | 5               | 0              | 1      | 4              | 2 − 14                        |

DFA · 
Vrouwenvoetbalelftal van Dominica
Interlands
Tegenstander:
Amerikaanse Maagdeneilanden ·
Anguilla ·
Antigua en Barbuda ·
Aruba ·
Bahama's ·
Barbados ·
Bermuda ·
Britse Maagdeneilanden ·
Canada ·
Cuba ·
Dominicaanse Republiek ·
Grenada ·
Guatemala ·
Guyana ·
Haïti ·
Jamaica ·
Mexico ·
Nicaragua ·
Panama ·
Saint Kitts en Nevis ·
Saint Lucia ·
Saint Vincent en de Grenadines ·
Suriname ·
Trinidad en Tobago ·
Turks- en Caicoseilanden
SVB · 
Surinaams vrouwenelftal · 
Olympisch elftal
1934 – 1939 ·
1940 – 1949 ·
1950 – 1959 ·
1960 – 1969 ·
1970 – 1979 ·
1980 – 1989 ·
1990 – 1999 ·
2000 – 2009 ·
2010 – 2019 ·
2020 – 2029
Anguilla ·
Antigua en Barbuda ·
Aruba ·
Barbados ·
Bermuda ·
Britse Maagdeneilanden ·
Canada ·
Costa Rica ·
Cuba ·
Curaçao ·
Denemarken ·
Dominica ·
Dominicaanse Republiek ·
El Salvador ·
Grenada ·
Guatemala ·
Guyana ·
Haïti ·
Honduras ·
India ·
Jamaica ·
Kaaimaneilanden ·
Mexico ·
Montserrat ·
Nederland ·
Nederlandse Antillen ·
Nicaragua ·
Puerto Rico ·
Saint Kitts en Nevis ·
Saint Lucia ·
Saint Vincent en de Grenadines ·
Thailand ·
Trinidad en Tobago